# Changbin
Seo Changbin (hangeul : 서창빈) est né le 11 août 1999 à Yongin en Corée du Sud. Changbin (창빈) est un parolier et compositeur sud-coréen, membre du groupe de Kpop Stray Kids. 
Il fait partie de l'agence sud-coréenne JYP Entertainment et a fait ses débuts comme membre de Stray Kids le 25 mars 2018.

## Biographie
Changbin a différent surnoms, dont : "Binnie" (비니) et également "Dwaekki" (돼끼) qui est un mélange des mots « cochon » (돼지) et « lapin » (토끼) en coréen, qui sont ses animaux représentatifs.
Il s’est entraîné pendant deux ans sous l'agence JYP Entertainment. Depuis 2016, il fait partie du trio 3RACHA aux côtés de Bang Chan et HAN, dans lequel son nom de scène est "SPEARB". Par la suite, 3RACHA est devenu un sous-groupe de Stray Kids.
Le 12 octobre 2017, il est annoncé que Changbin participera au survival Stray Kids, en tant que "Producteur" et "Rappeur". Il fait officiellement ses débuts avec Stray Kidsle 26 mars 2018.
Changbin est devenu, avec ses partenaires de 3RACHA, un membre permanent du KOMCA, l'Association sud-coréenne des droits d'auteurs musicaux, depuis le 2 février 2023.

## Discographie

### Singles
| Année | Titre           | Album           | Notes                      |
| ----- | --------------- | --------------- | -------------------------- |
| 2022  | DOODLE          | SKZ-Replay      | -                          |
| 2024  | 비상 (Fly High) | 비상 (Fly High) | Collaboration avec Samsung |
| 2024  | ULTRA           | HOP             | Chanson solo               |

### Collaborations
| Année | Artistes en featuring      | Titre                       | Album                       |
| ----- | -------------------------- | --------------------------- | --------------------------- |
| 2020  | 3Racha                     | We Go                       | IN LIFE (Stray Kids)        |
| 2020  | Seungmin & I.N             | My Universe                 | IN LIFE (Stray Kids)        |
| 2021  | Lee Know & Felix           | Surfin'                     | NOEASY (Stray Kids)         |
| 2021  | MILLI (en) & F.HERO        | Mirror Mirror               | Mirror Mirror               |
| 2022  | Hyunjin, HAN & Felix       | Muddy Water                 | ODDINARY (Stray Kids)       |
| 2022  | 3Racha                     | 3RACHA                      | MAXIDENT (Stray Kids)       |
| 2022  | 3Racha                     | ZONE                        | SKZ-REPLAY (Stray Kids)     |
| 2022  | Bangchan                   | Streetlight                 | SKZ-REPLAY (Stray Kids)     |
| 2022  | Bangchan & I.N             | Maknae On Top               | SKZ-REPLAY (Stray Kids)     |
| 2022  | Felix                      | Because                     | SKZ-REPLAY (Stray Kids)     |
| 2022  | Seungmin                   | Piece of a Puzzle           | SKZ-REPLAY (Stray Kids)     |
| 2022  | Bangchan, Felix & Seungmin | Up All Night                | SKZ-REPLAY (Stray Kids)     |
| 2024  | Kim Chang-wan              | 중2 (모두의 우주를 Respect) | 중2 (모두의 우주를 Respect) |
| 2024  | ITZY                       | VAY                         | GOLD                        |
| 2025  | I.N                        | Burnin’ Tires               | Mixtape dominATE            |